# 지나고 보면
《지나고 보면》은 비오의 노래이자 Show Me The Money 10의 결승곡이다.
지나고 보면은 2021년 12월 4일 멜론, 지니, 벅스, FLO에서 각각 47위, 26위, 40위, 5위를 차지했다.